# مدرسه جعفری اسلامی اردبیل
مدرسه جعفری اسلامی مربوط به دوره قاجار است و در اردبیل، محله قدیمی، کوچه ارمنستان، نزدیک کلیسای‌حضرت‌مریم واقع شده و این اثر در تاریخ ۱۰ مهر ۱۳۸۰ با شمارهٔ ثبت ۴۰۵۱ به‌عنوان یکی از آثار ملی ایران به ثبت رسیده است.